# استارویومرانوو
استارویومرانوو (انگلیسی: Staroyumranovo) یک شهرک در شهرستان کوشنارنکوفسکی جمهوری باشقیرستان در کشور روسیه است.